# Anxova de l'Escala

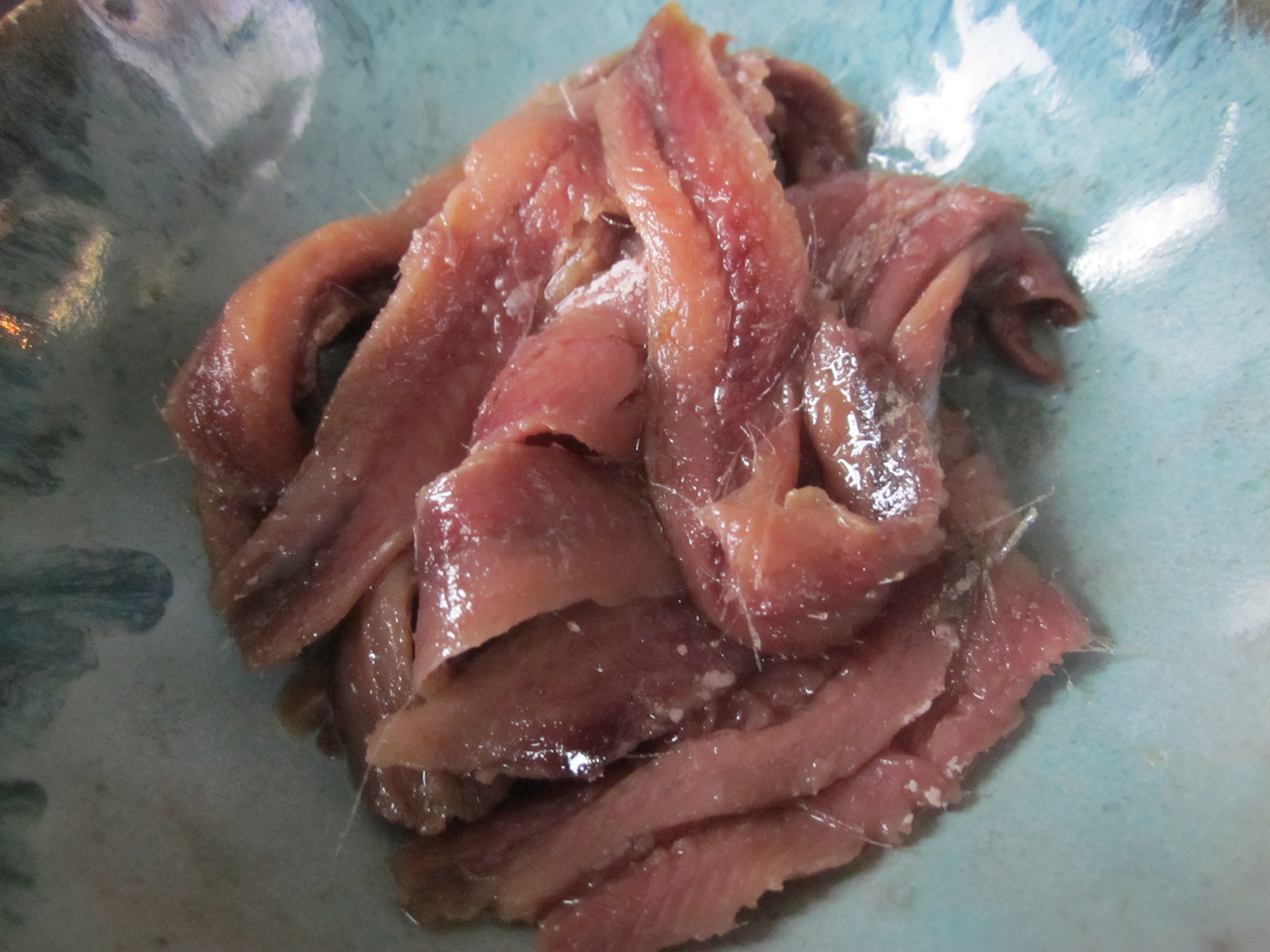
Anxoves

L'anxova és un peix blau i un ingredient emblemàtic de la dieta mediterrània. L'oli d'oliva també beneficia la salut humana.
El consum d'anxoves és molt recomanable per mantenir una dieta equilibrada, rica en Omega 3 que contribueix a reduir els nivells de colesterol. L'anxova es pot degustar de moltes maneres diferents, però sempre serà un producte molt saborós, gràcies a les seves propietats i sabor intens.
Als països mediterranis s'utilitza tradicionalment com un aperitiu excepcional, acompanyat de pa cruixent, untat amb tomàquet madur i esquitxat amb oli d'oliva a gust. També és un ingredient habitual en amanides, receptes de pasta, pizzes o plats més complexos. Hi ha innumerables combinacions.
Quan parlem de l'anxova ho estem fent del seitó preparat en salaó. La tècnica de salar els aliments per a poder conservar-los un temps perllongat, fou introduïda a casa nostra per les colònies gregues i perfeccionada posteriorment pels pobles romans. Algunes opcions de preparació: desespinades i rentades sota el raig d'aigua de l'aixeta per a eliminar-ne l'excés de sal, es deixen solament els filets i s'amaneixen amb un bon raig d'oli d'oliva verge.
A L'Escala, les anxoves és un dels productes locals amb més renom.